# Wikibooks
Wikibooks (IPA: [ˌvɪkiˈbʊks], anhörenⓘ) ist ein so genanntes Wiki zur Erstellung von Lehr-, Sach- und Fachbüchern unter der Creative Commons Attribution/Share-Alike Lizenz 3.0 und GNU-Lizenz für freie Dokumentation.
Am 10. Juli 2003 wurde Wikibooks als eines der Wikimedia-Projekte ins Leben gerufen. Mittlerweile existiert das Projekt in 120 Sprachversionen (Stand: November 2019). Alle Sprachversionen von Wikibooks greifen – wie alle anderen Wikimedia-Projekte, einschließlich der Wikipedia – auf Bilder und Mediadateien von Wikimedia Commons zu. Die fünf größten Sprachversionen sind der Reihe nach: die englische, deutsche, französische, ungarische und japanische Version.

## Deutsche Version
Die deutschsprachige Ausgabe gibt es seit dem 21. Juli 2004. Der ursprünglich aus der englischen Version übernommene Slogan Open books for an open world („Freie Bücher für eine freie Welt“) wurde 2009 im deutschen Wikibooks-Projekt in Die freie Bibliothek geändert. Der Änderung ging von Januar bis März 2009 ein offenes Vorschlagsverfahren mit einer Abstimmung interessierter Benutzer voraus.
In der deutschen Version wurden 811 Bücher mit 31.225 Buchkapiteln gestartet, 88 Bücher wurden als fertig markiert (Stand: Februar 2024).

## Bilder und Videos

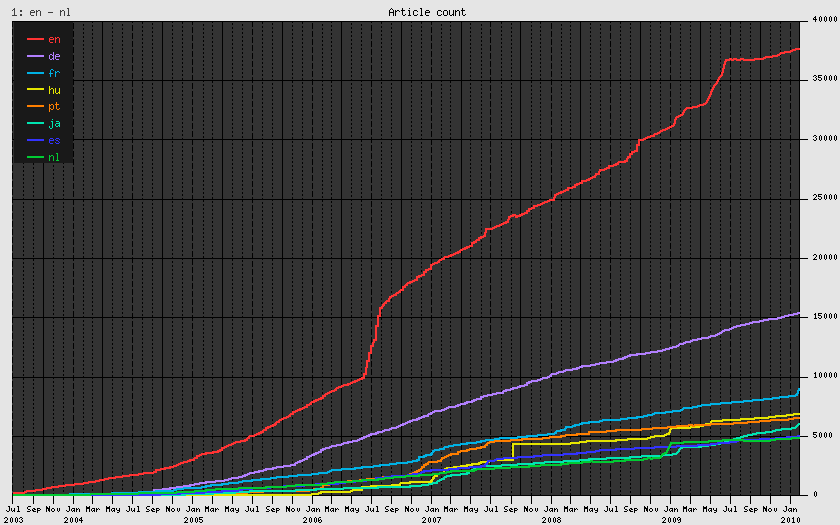
Wachstum der 8 größten Wikibooks-Sprachversionen von 2003 bis 2010
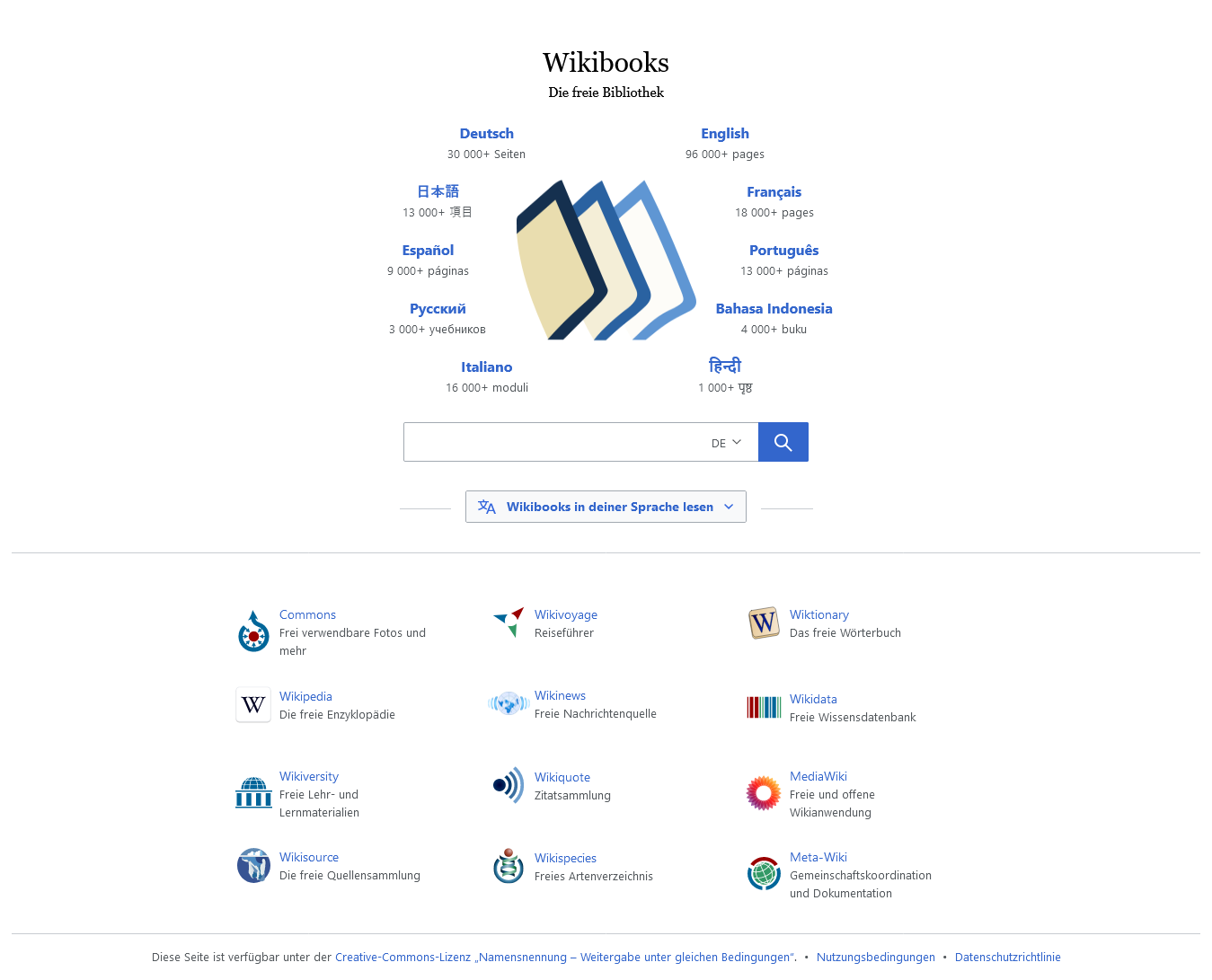
Übersichtsseite verschiedener Sprachversionen (2023)
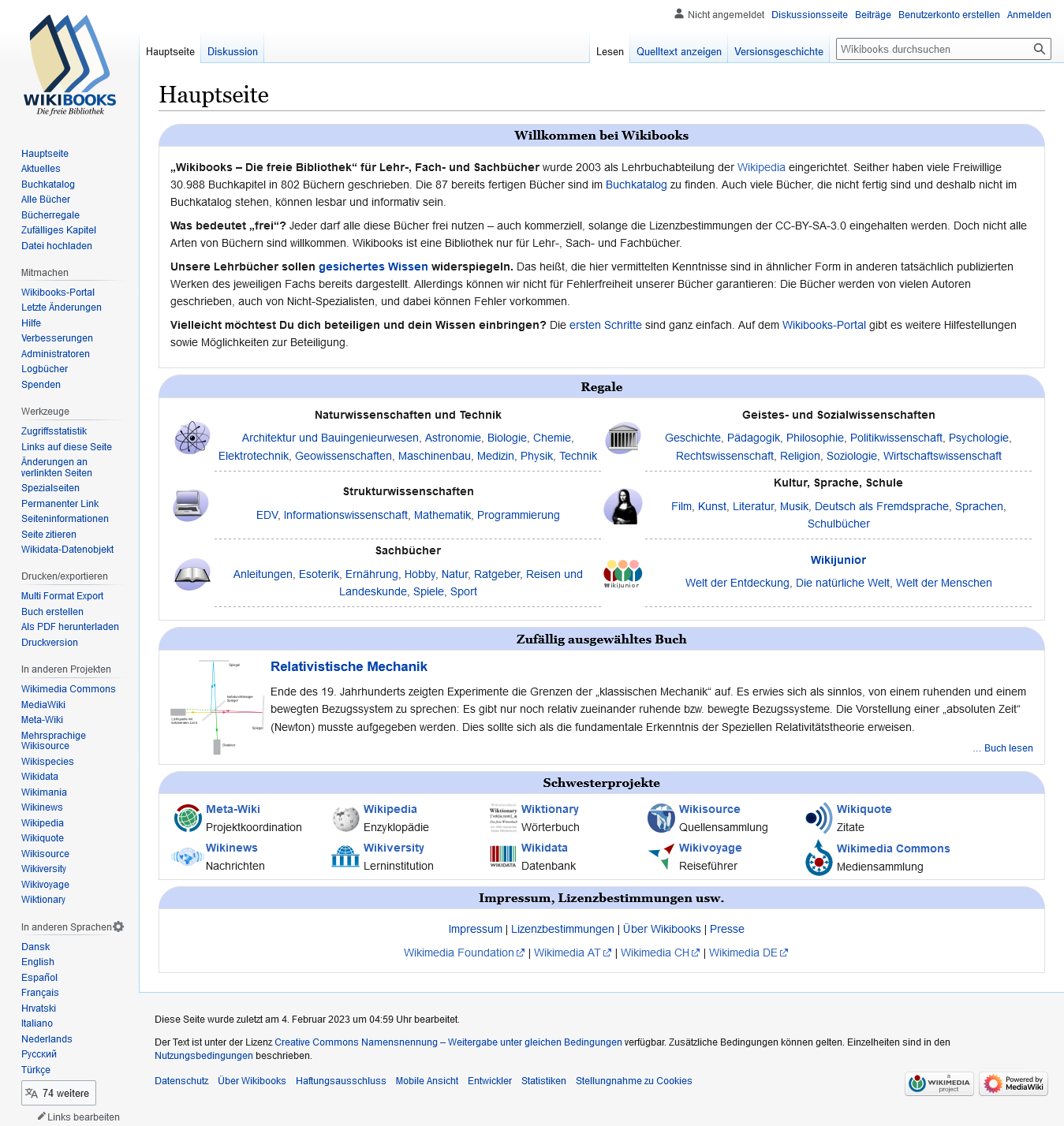
Screenshot der Hauptseite  der deutschsprachigen Ausgabe (2023)